# Stanovi (Doboj)
Stanovi är ett samhälle i Bosnien och Hercegovina. Det ligger i entiteten Republika Srpska, i den centrala delen av landet, 100 km norr om huvudstaden Sarajevo. Stanovi ligger 215 meter över havet och antalet invånare är 867.
Terrängen runt Stanovi är platt åt nordväst, men åt sydost är den kuperad. Närmaste större samhälle är Doboj, 8,6 km öster om Stanovi.
Omgivningarna runt Stanovi är en mosaik av jordbruksmark och naturlig växtlighet. Runt Stanovi är det ganska tätbefolkat, med 78 invånare per kvadratkilometer.